# Алі III аль-Расул
Алі III аль-Расул (*араб. علي الغسال; д/н — 21 березня 1809) — 22-й дей Алжиру в 1808—1809 роках.

## Життєпис
Син якогось мухаммада. Мав певний вплив у військах, але в яких саме достеменно невідомо. 7 листопада 1808 року влаштував змову проти дея Ахмада II, після повалення якого захопив владу. Втім не мав міцної підтримки. 21 березня 1809 року був повалений. Новим деєм було обрано Хаджи Алі.